# Elecciones estatales de Sarawak de 1987
Las elecciones estatales de Sarawak de 1987 tuvieron lugar entre el 15 y el 16 de abril del mencionado año con el objetivo de renovar los 48 escaños de la Asamblea Legislativa Estatal, que a su vez investiría a un Ministro Principal para el período 1987-1992. El legislativo fue disuelto el 12 de marzo y el día de la nominación se fijó el 6 de abril, dejando solo ocho días de campaña. Al igual que todas las elecciones de Sarawak desde 1974, se realizaron en desfase con las elecciones federales para el Dewan Rakyat.
El oficialista Barisan Nasional, gobernante a nivel federal, obtuvo otra resonante victoria con el 55.25% de los votos y 28 de los 48 escaños. El Partido Popular Nativo de Sarawak quedó en segundo lugar con el 17.63% de los votos y 15 escaños, y la Asociación del Pueblo Malayo de Sarawak (PERMAS) obtuvo el 14.22% y 5 escaños. El Partido de Acción Democrática (DAP), a pesar de recibir el 11.38% de los votos, no logró obtener ningún escaño. Por primera vez, no hubo representación de independientes en la Asamblea Legislativa Estatal. Abdul Taid Mahmud resultó reelegido para un tercer mandato como Ministro Principal. El número de candidatos presentados, 118, fue el más bajo desde las elecciones de 1979.